# Peter Fellgett
Peter Berners Fellgett (* 11. April 1922; † 15. November 2008 in Cornwall) war ein britischer Physiker. Er war Professor für Kybernetik an der University of Reading.
Bekannt ist er für Fellgett´s Vorteil für die Verbesserung des Signal-Rausch-Verhältnisses mit Hilfe von Multiplex-Messungen, das heißt gleichzeitige Messung in  verschiedenen Wellenlängen (siehe FTIR-Spektrometer). Er fand diesen in seiner Dissertation 1949 (Theory of Infra-Red Sensitivities and its Application to Investigations of Stellar Radiation in the Near Infra-Red) über Infrarotspektroskopie an der Universität Cambridge. Das Verfahren ermöglichte Auflösungen in der Infrarotspektroskopie vergleichbar mit der optischen Spektroskopie. Als Post-Doktorand war er am Royal Observatory in Edinburgh.
von 1964 an war er Professor für Kybernetik und Instrument Physics an der University of Reading, bis er 1987 in den Ruhestand ging.
Er befasste sich auch mit Akustik, wobei er Prinzipien der Lautwahrnehmung von Tieren übernahm (Ambisonics, erfunden mit Michael Gerzon aus Oxford und anderen).
1977 erhielt er den R. W. Wood Prize. 1986 wurde er Fellow der Royal Society und 1961 der Royal Society of Edinburgh.